# 國立廣東法科學院
國立廣東法科學院，是民國時期的一所法科學院，也是當今中山大學、國立中山大學的前身學校之一。

## 沿革
- 1909年，「广东公立警监学堂」创建
- 1913年，更名为「广东公立监狱专门学校」
- 1923年，更名为「公立警监专门学校」
- 1924年，更名为「广东公立法官学校」
- 1929年，升格为「国立广东法科学院」